# ثقافة الإغريق

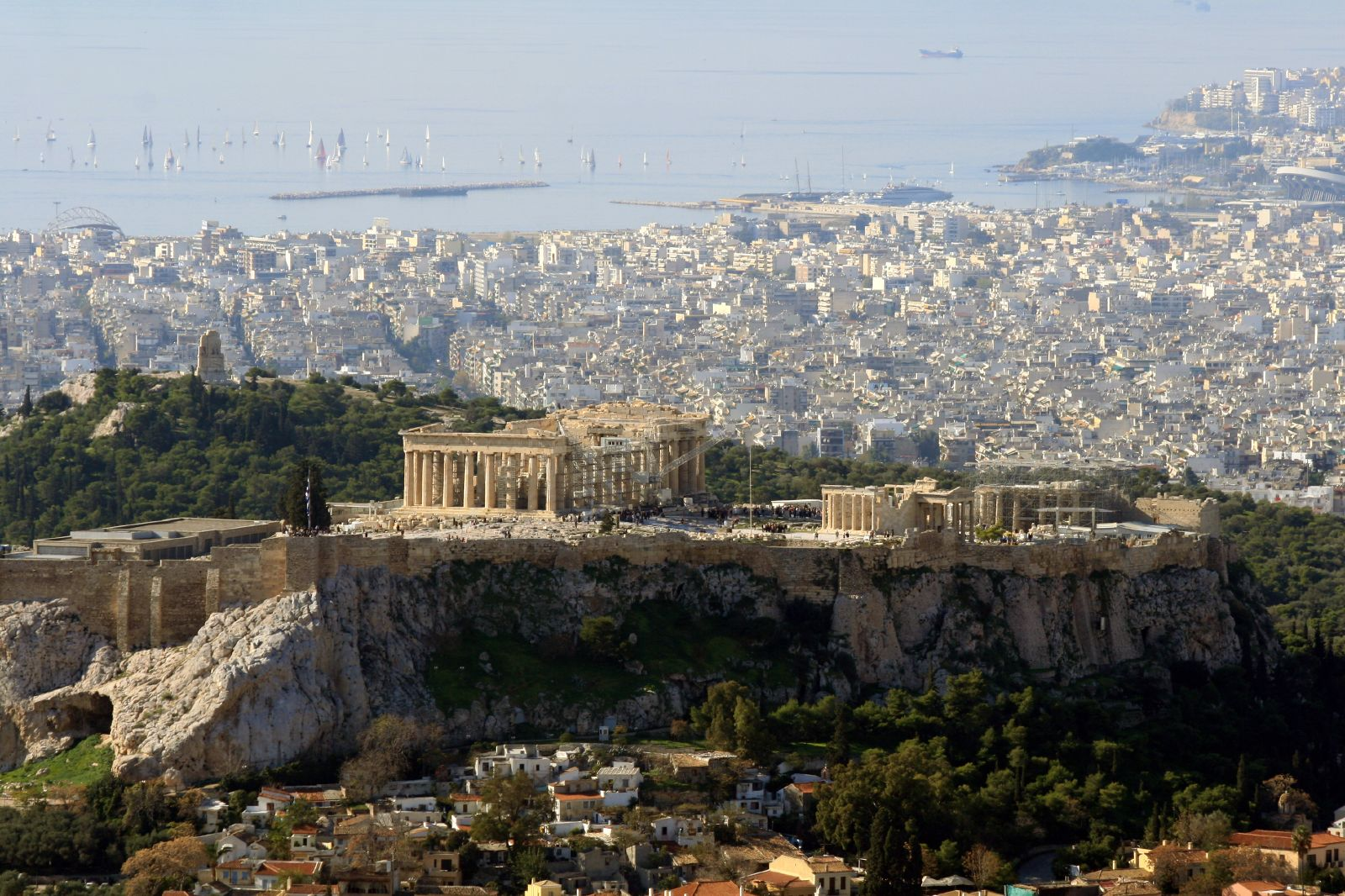
مدينة أثينا، مهد الثقافة والحضارة الغربية.

تطورت الثقافة اليونانية عبر آلاف السنين بداية من اليونان الميسينية واليونان الكلاسيكية وعبر الإمبراطورية الرومانية وخليفتها البيزنطية الشرقية اليونانية. كما تركت ثقافات ودول أخرى تأثيرًا فيها مثل الدول اللاتينية والفرنجية والدولة العثمانية وجمهورية البندقية وجمهورية جنوة والإمبراطورية البريطانية ولكن المؤرخين يعطون حرب الاستقلال اليونانية وإعادة إحياء اليونان صيت تأسيس كيان موحد لثقافة متعددة الأوجه.
كان للثقافة اليونانية تأثير قوي على الإمبراطورية الرومانية، التي حملت نسخة منه إلى أجزاء كثيرة من منطقة البحر الأبيض المتوسط وأوروبا. كما كانت لحضارة الإغريق القديمة تأثيرا هائلا على اللغة والسياسة والنظم التعليمية، والفلسفة، والعلوم، والفنون، فأعطت أصالة لتيار النهضة خلال عصر التنوير في القرن السادس عشر والقرن السابع عشر بأوروبا الغربية، واستعادة النشاط مرة أخرى خلال العديد من النهضات الكلاسيكية الحديثة في القرن الثامن عشر والقرن التاسع عشر بأوروبا والأمريكتين. كثيرًا ما ينظر إلى اليونان القديمة باعتبارها الثقافة الأصيلة التي وضعت الأساس للحضارة الغربية خلال العصر الذي يعرف بالعصر الهلنستي.

## الفنون

### العمارة

#### اليونان القديمة
تشتهر العمارة اليونانية القديمة بمعابدها ومسارحها.

#### اليونان البيزنطية
أبرزت العمارة البيزنطية النُسق الصليبي اليوناني، تجلى ذلك في نمط أعمدة الكابيتول البيزنطي (خليط من الكابيتول الأيوني والكورنثي) وقبة مركزية محاطة بعدة قبب صغيرة.

#### اليونان الحديثة
بعد استقلال اليونان وخلال القرن التاسع عشر، استُخدمت العمارة الكلاسيكية الحديثة بكثرة في كل من المباني العامة والخاصة. تأثرت عمارة القرن التاسع عشر بمعظمها في كل من أثينا ومدن أخرى من المملكة اليونانية بالعمارة الكلاسيكية الحديثة، حيث وُجد مهندسون مثل ثيوفيل هانسن، وإرنست زيلر، وبانانغيس كالكوس، وليساندروس كافتانتزوغلو، وأناستاسيوس ميتاكساس، وستاماتيوس كليانثيس. فيما يتعلق بالكنائس، شهدت اليونان أيضًا العمارة البيزنطية الجديدة.
في عام 1933، تم توقيع ميثاق أثينا الذي كان بيانًا لحركة الحداثة، ونُشر لاحقًا من قبل لو كوربوزييه. من بين معماريي تلك الحركة: المعماري الباوهاوسي أيونيس ديسبوتوبولوس وديميتريس بيكيونيس وبتروكلوس كارانتينوس وتكيس زينيتوس. بعد الحرب العالمية الثانية والحرب الأهلية اليونانية، كان بناء الشقق السكنية الخاصة في مراكز المدن الرئيسية اليونانية عاملًا مهمًا في الاقتصاد اليوناني وساهم بتعافيه في فترة ما بعد الحرب. بُنيت أولى ناطحات السّحاب أيضًا خلال ستينيات وسبعينيات القرن الماضي، مثل مبنى أو تي إي ومجمع مبنى أثينا.
خلال ستينيات وسبعينيات القرن الماضي، كانت زينيا برنامج بناء فندق على مستوى البلاد بدأته منظمة السياحة اليونانية لتحسين البنية التحتية للسياحة في البلاد. أسست المنظمة واحدًا من أضخم مشاريع البنية التحتية في التاريخ اليوناني الحديث. كان المدير الأول للمشروع هو المعماري تشارالمبوس سفيلوس (1950 – 1958)، وبدءًا من عام 1957 كانت الأبنية تُصمم من قبل فريق تحت إشراف أريس كونستانتينديس.

### السينما
ظهرت السينما لأول مرة في اليونان عام 1896، لكن أول مسرح سينمائي حقيقي افتتح عام 1907. تأسست شركة أستي فيلمز عام 1914 وبدأ إنتاج الأفلام الطويلة. يُعد «غولفو»، وهو قصة حب شعبية شهيرة، أول فيلم يوناني طويل، على الرغم من وجود عديدٍ من الأعمال قبل ذلك مثل نشرات الأخبار. في عام 1931، أخرج أوريستيس لاسكوس فيلم دافنيس وكلوي، الذي احتوى على أول مشهد عري في تاريخ السينما الأوروبية؛ كما كان أول فيلم يوناني يعرض في الخارج. في عام 1944، تم تكريم كاتينا باشينو بجائزة الأوسكار لأفضل ممثلة مساعدة عن دورها في فيلم لمن تقرع له الأجراس.

### الموسيقى والرقصات

#### اليونان القديمة
تعود بداية الموسيقى في اليونان إلى موسيقى اليونان القديمة، التي اعتمدت في تشكيلها بشكل واسع على آلة السمسمية وغيرها من الآلات الموسيقية الوترية المرافقة لها في تلك الحقبة. بعيدًا عن الإرث البنيوي الشهير لفيثاغورث، والتطورات الرياضية ذات الصلة التي ساهمت في إيجاد الموسيقى الكلاسيكية الغربية، فإن من القليل نسبيًا ما هو مفهومٌ عن النمط الموسيقي بالضبط خلال تلك الفترة؛ إلا أننا نعلم أنها تركت بصمة واضحة في تاريخ روما. يعود ما توصلنا إليه حول الدور الاجتماعي والصفة التي تلعبها الموسيقى اليونانية القديمة بشكل كبير من صناعة الأواني الفخارية وغيرها من أشكال الفن اليوناني.
كان قدماء الإغريق على اعتقاد أن الرقص اخترع من قبل الآلهة، وبالتالي رُبط بالمراسم الدينية. اعتقدوا أن الآلهة قدمت هذه الهدية إلى نخبة الخالدين فقط، الذين بدورهم علموا الرقص لرفاقهم.
تشير الدلائل الدورية في النصوص القديمة أن الرقص كان يحظى بتقدير كبير، خصوصًا بسبب صفاته التعليمية. كان الرقص، إلى جانب الكتابة، الموسيقى، والتمارين الجسدية، من الأساسي فيه البدء بدائرة، لينتهي بالراقصين مجابهين بعضهم البعض. عندما لا يرقصون على شكل دائرة، يُمسك الراقصون بأيدي بعضهم ويرفعونها عاليًا ويلوحون بها يمينًا ويسار. كانوا يمسكون بصنجات (أدوات موسيقية) أو منديل بأيديهم، وكانت أكمامهم الطويلة تبرز حركاتهم. كانوا يغنون وهم يرقصون إما أغانٍ مكتوبة مسبقًا أو ارتجالية، أحيانًا بتناغم، وبرتابة في أحيان أخرى، مرددين اللازمة التي يغنيها الراقص الرئيسي. كان المتفرجون ينضمون إلى الراقص، مصفقين مع اللحن أو يغنون معه. غالبًا ما كان المغنون المحترفون، وأحيانًا الموسيقيين أنفسهم، يؤلفون كلمات أغانٍ تليق بالمناسبة.

#### اليونان البيزنطية
للموسيقى البيزنطية أهمية كبيرة في تاريخ وتطوير الموسيقى الأوروبية، إذ أضحت الأناشيد الشعائرية حجر الأساس بالنسبة لموسيقى عصر النهضة. من المؤكد أيضًا أن الموسيقى البيزنطية شلمت تقليدًا واسعًا من الرقص وموسيقى البلاط؛ أيُّ صورة أخرى ستكون غير متناسقة مع حياة الترف الموثقة تاريخيًا وأثريًا للأمبراطورية الرومانية الشرقية. يوجد هناك عددُ قليل ولكن جليّ من الموسيقى غير الدينية.  من الأمثلة المميزة في هذا السياق هي الآلات الهوائية، التي تطور صنعها بشكل أكبر في الإمبراطورية الشرقية قبل التطور الحاصل في الغرب بعد عصر النهضة.
تضمنت الآلات الموسيقية البيزنطية الإيتار، والناي المفرد أو المزوج أو المتعدد، والسيستروم، والطبل، والبسالتيريو، والسيريغز، والقيثارة، والصنجة، والكيراس، والكانوناكي.
شملت الرقصات الشعبية لتلك الفترة: سيستروس، ومانتيليا، وساكسيموس، وبيريكيوس، وكورداكاس. تعوض أصول بعض هذه الرقصات إلى الفترة القديمة، ولا تزال منتشرة في شكل ما حتى اليوم.

#### اليونان الحديثة
حققت مجموعة من الملحنين والفنانين المعروفين محليًا ودوليًا في المجال الموسيقي نجاحًا في اليونان الحديثة، في حين تعتبر الموسيقى اليونانية التقليدية خليطًا من التأثيرات من الثقافة المحلية مع ثقافة الغرب والشرق. يمكن أيضًا سماع عدد بسيط من العناصر الغنائية العثمانية والإيطالية من العصور الوسطى في الأغاني الشعبية المعروفة باسم «ديموتيكا»، فضًلا عن موسيقى البلوز الحديثة المعروفة باسم «رمبيتيكا». تُعرف آلة موسيقية يونانية شهيرة باسم البزق. «البزق» هو اسم وصفي تركي، إلا أن الآلة في الغالب هي من أصل يوناني (من آلة العود اليونانية القديمة المعروفة باسم باندورا، وهو نوع من الإيتار، يظهر جليًا في التماثيل القديمة، خصوصًا في شخصيات النساء اللواتي يعزفن على آلات وترية).
من بين الموسيقيين والملحنين اليونانيين المشهورين في العصر الحديث شخصية الحداثة الأوروبية في القرن العشرين إيانيس زيناكيس، وهو مؤلف ومهندس معماري ومُنظّر. قاد أيضًا كل من ماريا كالاس، ونيكوس سكالكوتاس، وميكيس ثيودوراكيس، وديميتريس ميتروبولوس، ومانوس هادجيداكيس، وفانجيليس إسهامات في القرن العشرين، إلى جانب ديميس سكالكوتاس، ونانا موسكوري، وياني، وجورج موستاكي، وأليني كارايندروو وغيرهم.
جاءت ولادة أول مدرسة للموسيقى الكلاسيكية الحديثة (المدرسة الهيبتانية أو الأيونية) من خلال الجزر الأيونية (شمل المؤلفون الشهيرون سبيريدون ساماراس، ونيكولاس مانتزاروس، ووبافلوس كارير)، في حين يعتبر مانوليس كالوميريس مؤسس المدرسة الوطنية اليونانية.
اليونان هي واحدة من الأماكن القليلة في أوروبا حيث يستمر دور الرقص الشعبي يومًا بعد يوم. بدلًا من كونه تحفة أثرية محفوظة للعرض والمناسبات الخاصة، يعتبر الرقص تعبيرًا نابضًا بالحياة يصف الحياة اليومية. تشمل المناسبات التي تستهل الرقص الأعراس والاحتفالات العائلية والاحتفال ببانيريا (أيام اسم راعي القديسين). للرقص مكانة في المناسبات الاحتفالية التي لا تزال محفوظة في القرى اليونانية، مثل رقص العروس خلال الزفاف أو رقص جهاز العرس الخاص بالعروس خلال التجهيز للزفاف. يوفر كل من الكرنفال وعيد الفصح فرصًا أكبر للاجتماعات العائلية والرقص. تُقدم الحانات اليونانية فعاليات ترفيهية حية تشمل غالبًا الرقصات الشعبية في برنامجها.